# Salzwerkbettag

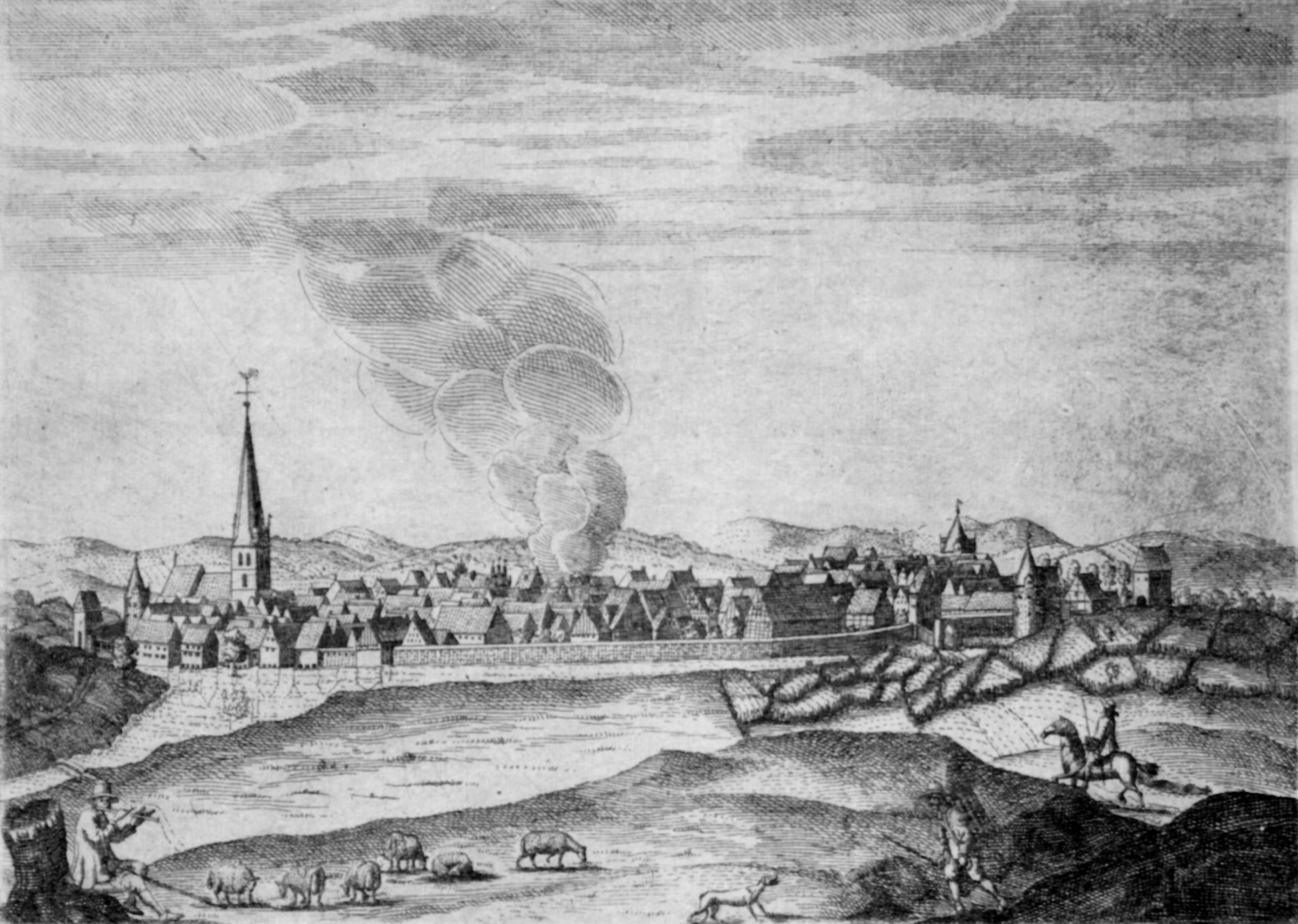
Stadt Salzuflen (1663) mit Turm der Stadtkirche und Dampfwolke der Saline auf dem Salzhof (Kupferstich von Elias van Lennep)

Der Salzwerkbettag in  Bad Salzuflen in Nordrhein-Westfalen blickt auf eine über 500-jährige Geschichte zurück. Anlass zu seiner Einführung war der Rückgang der Förderung der für die Salzgewinnung wichtigen Solequelle mitten in der Stadt.

## Geschichte
1515 drohte die für die Stadt Salzuflen wichtige Solequelle auf dem Salzhof, vermutlich in Folge mangelnder Sauberhaltung, zu versiegen. Die Quelle wurde deshalb gereinigt und mit einem neuen Boden und neuen Holzrohren verschalt, um das kostbare Quellgut vor erneuten Verunreinigungen zu schützen. Als Dank für die als Wunder empfundene Wiederherstellung des Soleflusses wurde nach Beschluss der Stadt Salzuflen mit dem Einverständnis des Pfarrers Gießenbier eine Stiftung gegründet „mit dem Zweck, so lange die hl. Messe lesen zu lassen, um durch diese Gebete mit Gottes Gnade das völlige Versiegen des Salzbrunnens abzuwenden“. Außerdem wurde der Stadtkirche ein Altarlehen gestiftet. Mit der Zeit wurde dieses Ereignis als der „Salzwerkbettag“ bekannt, der über die Jahrhunderte hinweg zwei Mal im Jahr gefeiert wurde: Mitte Mai und am Erntedanktag im Oktober. Erhalten geblieben ist diese Tradition bis heute dadurch, dass zum Erntedankfest auf dem Abendmahlstisch der Stadtkirche ein Schälchen Salz erinnert und jährlich zu Christi Himmelfahrt ein ökumenischer Salzwerkbettagsgottesdienst auf dem Salzhof stattfindet.

## Altarlehen
Am 23. Mai 1515 beschloss der Rat der Stadt ein Altarlehen in der katholischen Stadtkirche zu stiften. Er verpflichtete sich zum Bau eines Altars und stellte die notwendigen Mittel (Brot, Wein und Licht) zur Verfügung. Der Altarpriester sollte jeden Donnerstag eine Messe „zu Ehren Gottes und des Heiligen Leichnams lesen oder singen“, sich dann zur Gemeinde wenden und für den Erhalt der Solequelle beten. Dafür wurde er einmal jährlich am Michaelistag aus den städtischen Einkünften bezahlt. Die Gilde der Fuhrleute schloss sich der Stiftung an. Die erste Kommende wurde Herrn Christian in dem Berge auf Lebenszeit übergeben. Nach seinem Tode sollte sie einem Bürgersohn übergeben werden, der „Priester ist oder binnen eines Jahres Priester wird und dafür geeignet ist“.

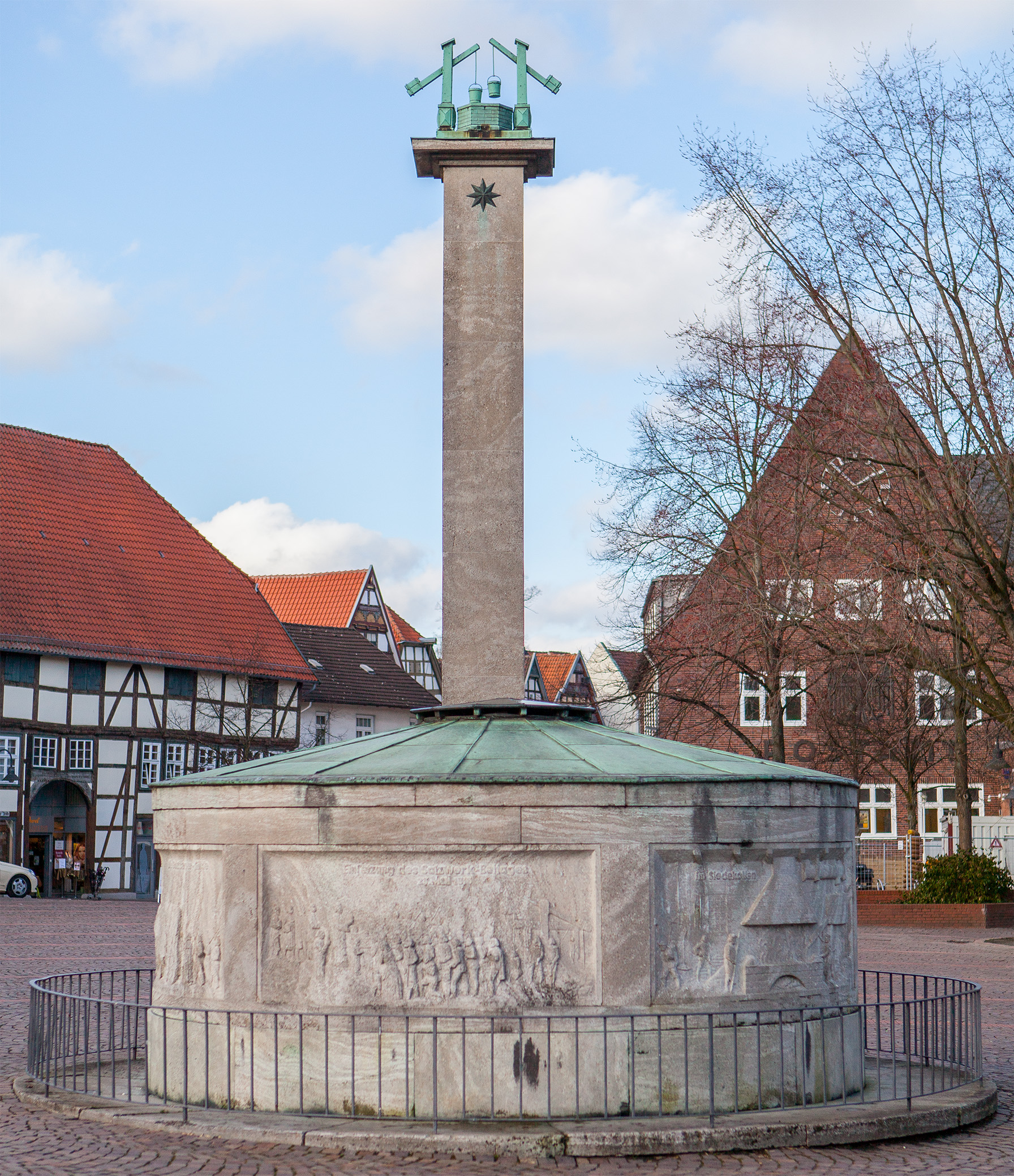
Brunnentempel der Paulinenquelle auf dem Salzhof mit einer Darstellung zum Salzwerkbettag

## Reformation in Salzuflen
Dieses Altarlehen endete mit der Einführung des lutherischen Bekenntnisses in Salzuflen im Jahr 1531. Das Altarlehen wurde umgewidmet zur Finanzierung von Fürbittgottesdiensten. Der Salzwerkbettag wurde aber weiterhin gefeiert: Jährlich am 23. Mai und am Erntedankfest fanden Gottesdienste in der Kirche auf dem Hallenbrink statt. Der Übergang zum reformierten Bekenntnis im 17. Jahrhundert vollzog sich problemlos. Nach der Übernahme der Saline 1766 durch die Fürstliche Rentkammer in Detmold übernahm diese auch die Zahlungen. 1923 wurde die Stiftung durch eine Zahlung von 15.000 Mark der Badeverwaltung an die reformierte Kirchengemeinde aufgelöst.

## Ökumenischer Gottesdienst auf dem Salzhof
Die christlichen Innenstadtgemeinden feiern seit 1988 den Salzwerkbettag am Tag Christi Himmelfahrt als ökumenischen Gottesdienst auf dem Salzhof (dem ehemaligen Betriebsgelände der Saline in der Nähe der damaligen Quelle). Hieran nimmt auch der Bürgermeister als Vertreter der politischen Gemeinde teil. Auf dem Altar weist eine Schale mit Siedesalz auf den Anlass hin.

## Urkunde
Die Stiftungsurkunde von 1515 zur Einsetzung des Salzwerkbettags mit den Siegeln der Stadt und des Kirchherrn Antonius Gießenbier wird im Stadtarchiv von Bad Salzuflen aufbewahrt. In der Literatur findet sich ein Foto der Urkunde bei Meyer (Seite 193); ein Foto, den niederdeutschen Wortlaut und eine Übersetzung der Urkunde findet man bei Linde (Seite 16–19).